# Balma

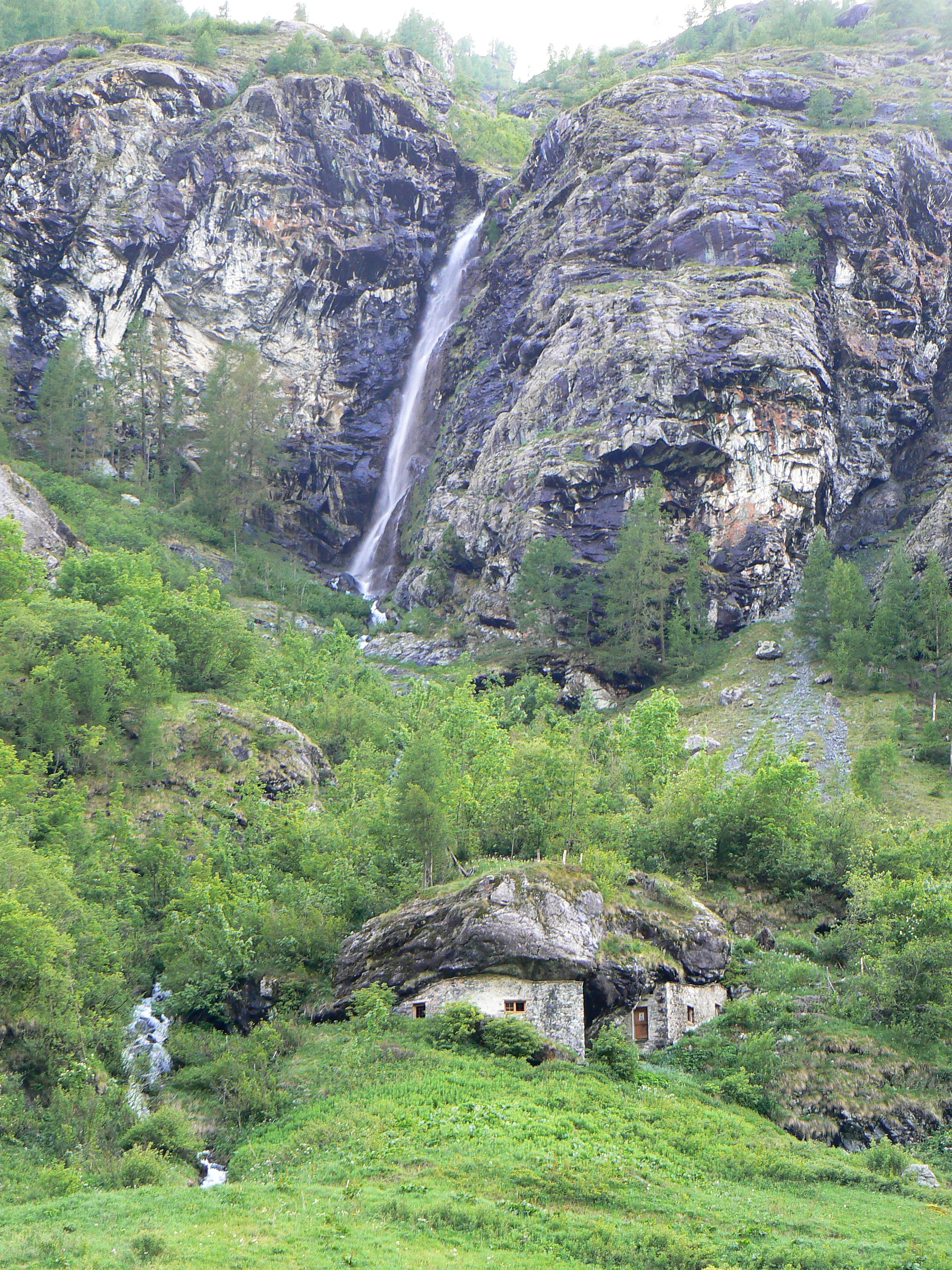
La barma detta Binò Alpelté, in località Binò, fa parte del Ecomuseo Walser di Gressoney-La-Trinité.

Una balma o barma (in francese balme, in provenzale baume, in tedesco Balm, in patois valdostano barme) è un tipo particolare di grotta antropizzata presente in aree alpine e prealpine, spesso creata da distacco e posa in pendio di un masso erratico dalla particolare struttura: è un riparo al quale la roccia fa da tetto.

## Toponimo
Il termine è probabilmente di origine pre-celtica, in particolare ligure, oppure deriverebbe dal celtico bal-men, ossia pietra alta; un'altra ipotesi farebbe risalire l'etimologia dal latino valva, ossia apertura o finestra.
Numerosi toponimi della Alpi Occidentali hanno origine da questo termine nelle sue diverse varianti, quali ad esempio quello del comune di Balme o il Colle della Barma e la punta omonima (al confine tra il Biellese e la Valle d'Aosta), oppure il villaggio di Barmasc nel comune di Ayas (che presenta il residuo di suffisso antico ligure -ascu).

## Architettura
Solitamente consiste in un unico vano scavato sotto un grosso masso che funge da tetto e chiuso sui lati da uno o più muri a secco. Veniva utilizzato a bassa quota per il ricovero degli animali, del foraggio o della lettiera, a maggiore altezza si usa come ricovero di emergenza in caso di maltempo. Generalmente la barma è priva di porta, l'accesso è libero.

## Storia
La balma è caratterizzata nella sua forma primitiva dalla presenza di una roccia sporgente al di sotto della quale si crea un "tetto" usato fin dall'epoca preistorica come rifugio, dapprima dagli animali e successivamente dagli uomini primitivi che ne fecero le loro prime abitazioni.
In una fase successiva dell'evoluzione dell'uomo, la balma venne spesso rinforzata da vere e proprie opere di muretti a secco a chiuderne i lati meno riparati. Successive migliorie architettoniche si sono avute con l'inserimento di mensole, lastre per il fuoco o per la conservazione degli alimenti. In alcune balme sono state trovate coppelle e incisioni rupestri cruciformi a indicare l'importanza di questi luoghi per le popolazioni antiche. Esempi più recenti di decorazione si hanno con la presenza di affreschi.

## Diffusione
In Italia le balme sono presenti nelle zone alpine e prealpine della Valle d'Aosta, del Piemonte, della Lombardia e nel Canton Ticino.
Questo tipo di riparo roccioso è stato ritrovato, oltre che in Italia, in Catalogna, in Francia, in Germania meridionale, nella Svizzera romanda e nella Svizzera tedesca.

## Uso

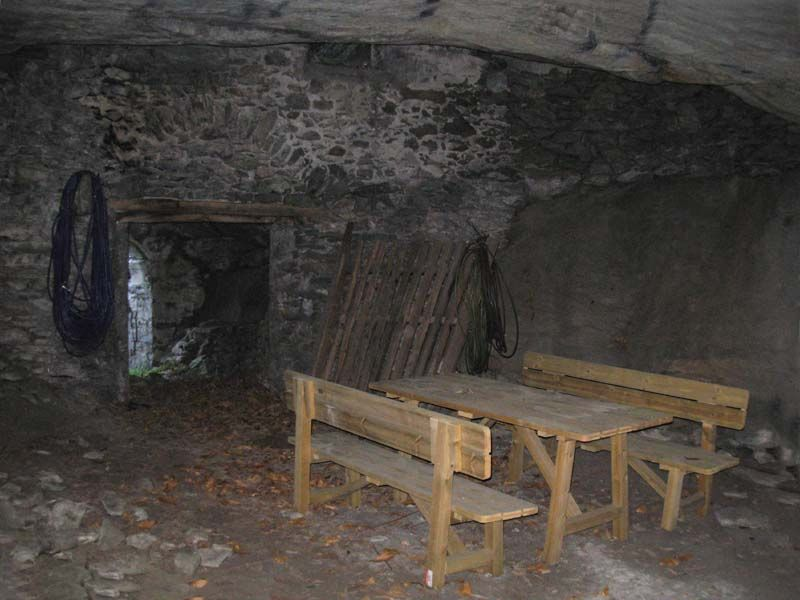
Interno della Barma di Ban, in Valle d'Aosta.

Usata ancora oggi come riparo temporaneo di bestie e pastori, durante la seconda guerra mondiale è servita anche da riparo ai partigiani. In certe zone di montagna i luoghi degli alpeggi hanno spesso una balma vicina, riutilizzata di anno in anno.
Un uso particolare della balma si ritrova in Valle d'Aosta: oltre che come riparo infatti si è sviluppato l'uso delle barme chiuse, che prendono il nome di barmet (pron. fr. AFI: [baʁme]), cantine o stalle a seconda dell'uso al quale viene destinato il locale. Ogni anno si tiene a Villeneuve la Fiha di barmé, la festa dei barmé o barmet (grafie omofone), che possono essere utilizzati anche per la viticultura, come deposito per l'acqua per preparare il verderame con cui irrorare i vigneti.
Anche a Borgofranco d'Ivrea, nel Canavese, alle pendici della Serra varie cavità naturali chiamate Balmetti sono state adattate nei secoli dagli abitanti a cantine e deposito di alimenti, in cui la temperatura è costante grazie a circolazione d'aria provocata da complessi fenomeni geotermici naturali.
Nel comune di Sanfront alle falde del Monte Bracco si trova la Balma Boves, un intero gruppo di edifici costruiti in un ampio riparo sotto roccia tutelati dall'istituzione di un museo.

## Le barme in Valle d'Aosta
Un esempio inconsueto di Barma priva di tetto si trova sul sentiero che collega i comuni di Antey-Saint-André e Chamois in Valle d'Aosta: si tratta di una spaccatura della roccia attraversata dalla mulattiera: l'altezza delle pareti offre riparo dalla pioggia che non cade perfettamente parallela alla roccia.

La Barma Souffrit nel comune di Donnas è decorata da un dipinto che rappresenta la Madonna ed è priva di muri perimetrali, il grande masso aggettante è sufficientemente esteso per offrire un riparo di fortuna.
La Barma di Ban è tra le più belle della Valle d'Aosta: si trova nel comune di Bard, la sua superficie è di circa cento metri quadrati, l'altezza media di circa quattro metri ed è illuminata da tre piccole finestre; vi si accede da una piccola anticamera.

## Antroponimo
Il termine Barma si ritrova in cognomi valdostani, come Barmasse a Valtournenche, e in Alta Savoia, come Balmat.